# Spermophora miser
Spermophora miser är en spindelart som beskrevs av William Syer Bristowe 1952. Spermophora miser ingår i släktet Spermophora och familjen dallerspindlar. Inga underarter finns listade i Catalogue of Life.